# ایهوسی (بخش)
ایهوسی (به لاتین: Ihosy District) یک بخش‌های ماداگاسکار در ماداگاسکار است که در ایهورومبه واقع شده‌است. ایهوسی ۱۷٬۳۵۸ کیلومتر مربع مساحت و ۱۰۶٬۵۹۱ نفر جمعیت دارد.